# Фоні Кансала
Фоні Кансала — один з 6 районів округу Західний Гамбії. Населення — 12.247 (2003). Фульбе — 5,57 %, мандінка — 13,70 %, 71,90 % — Діола (1993).